# Bersarinplatz
Der Bersarinplatz [bɛʁˈzaːʁin-] ist ein Stadtplatz im Berliner Ortsteil Friedrichshain, Bezirk Friedrichshain-Kreuzberg. Die Anlage des Platzes geht auf Hobrechtsche Bebauungspläne der Jahre 1862 und 1882 zurück. 1895 erhielt der reine Verkehrsplatz die amtliche Bezeichnung Baltenplatz, die er bis 1947 behielt. Seitdem trägt die kleine Anlage den Namen Bersarinplatz nach Nikolai Bersarin, dem ersten russischen Stadtkommandanten 1945. Nach kontroversen Diskussionen in den 1990er Jahren über die Rolle von Bersarin in der Geschichte beschloss der Senat von Berlin die Beibehaltung dieses Namens für den Platz.

## Lage des Platzes
Der ovale Platz mit einer Gesamtfläche von rund 10.500 m² bildet einen Kreuzungspunkt zwischen der in Nord-Süd-Richtung verlaufenden Petersburger Straße und dem diagonal in Nordost-West-Richtung verlaufenden Weidenweg. Nach Osten führt außerdem die Rigaer Straße, nach Nordosten die Thaerstraße, deren Verlängerung über den Platz hinaus nach 1975 eingezogen wurde. Der nordöstliche Teil des Weidenweges und die Thaerstraße haben keine Verkehrsanbindung zum Platz. Dagegen treffen sich hier am Bersarinplatz die Straßenbahnlinien M10 entlang der Petersburger Straße und Linie 21, vom südlichen Teil der Petersburger Straße kommend und dann nach Nordosten in den Weidenweg führend. Die Gleise und die Straße führen um den befestigten und begrünten heute ovalen Platz.

## Entstehung und Geschichte des Platzes

### 19. Jahrhundert bis zum Ende des Zweiten Weltkriegs
Das hier betrachtete Gebiet gehörte im 19. Jahrhundert noch nicht komplett zu Berlin, sondern lag auf der Berliner Feldmark, auf der Grenze zwischen der Gemeinde Lichtenberg und dem Eigentum der Stadt Berlin, als Magistrat bezeichnet. James Hobrecht entwickelte im Jahr 1862 einen ersten Bebauungsplan für eine zukünftige Stadtausdehnung Berlins. Dem Platz an der östlichen Stadtgrenze gab er die Arbeitsbezeichnung Platz N in der Abteilung XIII, Sektion 2. Dieser Plan wurde 1882 noch einmal überarbeitet und berücksichtigte nun an dieser Stelle bereits vorhandene Bebauungen. Das waren einerseits die Knochenmühle und Leimsiederei von Rentier Schulz und andererseits ein Wohnhaus von J. G. Möses, der in der Nähe auf Lichtenberger Flur eine Holländerwindmühle betrieb. Die Immobilie der Knochenmühle kaufte die aus Heinrich Ferdinand Eckerts Fabrik landwirtschaftlicher Maschinen und Eisengießerei hervorgegangene Actien-Gesellschaft für den Bau landwirtschaftlicher Maschinen und Geräthe für Wagenfabrikation auf. Als der zunächst viereckig geplante Platz N ab ca. 1880 hergerichtet wurde, siedelten hier inzwischen weitere Personen, vor allem Handwerker. Im End-Ausbaustadium liefen sieben Straßenzüge auf den Platz zu, der dadurch eine unregelmäßige Gestalt in Form eines Fünfecks erhielt. Er gehörte nicht zu den sogenannten Schmuckplätzen, war also von vornherein ein Verkehrsknotenpunkt.
Nun setzte eine rege Bautätigkeit um den Platz herum ein und nacheinander entstanden das Hotel Mecklenburger Haus an der Ecke Petersburger Straße und Thaerstraße. Sein Besitzer und Betreiber, Albert Brauer, hatte ein fünfgeschossiges Gebäude mit Lichtturm, Balustraden und einigen Fassadenschmuckelementen errichten lassen. Weitere ebenfalls fünfgeschossige Wohnbauten mit stumpfen Ecken im Gründerzeitstil ergänzten bald die Bebauung. Mit der Fertigstellung der Randgebäude erfolgte am 4. April 1895 die offizielle Namensvergabe des reinen Verkehrsplatzes. Er hieß jetzt Baltenplatz nach den Völkern, die im Baltikum an der Ostsee wohnten. Rund um den Platz gab es in den Wohnhäusern vor allem im Erdgeschossbereich zahlreiche Geschäfte und Dienstleistungseinrichtungen wie die „Gebrüder Groh, Butter“, die „Butterhandlung Concordia“, ein „Zahn-Atelier“, das „Foto-Atelier“ von A. Birkholz, eine „Frühstücksstube“ sowie kleine Gaststätten. Straßenbahnschienen durchschnitten bald den Platz, direkt im Zentrum gab es ein kleinteilig gepflastertes Trottoir mit Bänken um ein paar Büsche herum.
Nach dem Ersten Weltkrieg wurde der Baltenplatz rondellartig neu gestaltet. Er erhielt eine niedrig gehaltene Bepflanzung mit Blumenbeeten in einer Rasenfläche. Um die Grünfläche herum wurde die Pflasterung dem Rund des Platzes angepasst.
Ab 1925 entwickelten die Berliner Stadtplaner die Idee, auf dem Platz ein Denkmal für den gerade verstorbenen Reichspräsidenten Friedrich Ebert aufstellen zu lassen. Aufgrund politischer Meinungsverschiedenheiten mit den Bezirksverantwortlichen, die in der Mehrzahl der KPD angehörten, kam dieses Projekt nicht zur Ausführung.

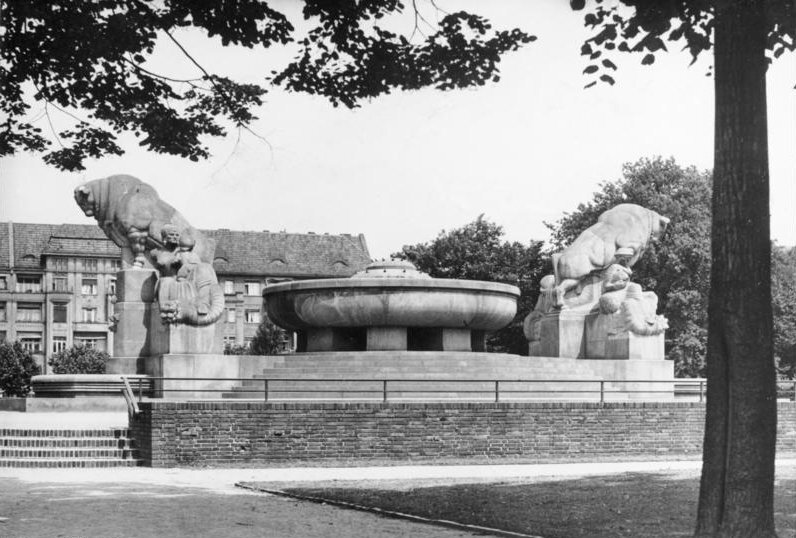
Stierbrunnen im Jahr 1937, ursprünglich für den Baltenplatz vorgesehen

Bereits zwei Jahre später sollte jedoch ein anderes Objekt eines Bildhauers den Platz dominieren. Hugo Lederer hatte 1927 den Auftrag erhalten, einen Fruchtbarkeitsbrunnen zu gestalten. Das Auftragswerk wurde 1932 fertig, wegen seiner eindrucksvollen Figuren erhielt es auch die Namen Ochsenbrunnen oder Stierbrunnen. Lederer hatte sich durch den nahe gelegenen Zentralviehhof zu den Motiven inspirieren lassen. Dieser Brunnen hatte mit allen seinen Teilen schließlich ein Gewicht von rund zwölf Tonnen. Nun stellten die Baufachleute fest, dass der Baltenplatz aufgrund seiner Bauweise mit den unterirdisch verlegten gusseisernen Gas-, Wasser- und Abwasserrohren für die Aufstellung nicht geeignet ist. Und eine Neuverlegung des Rohrleitungssystems wäre viel zu teuer geworden, die geschätzten Kosten lagen bei 120.000 Reichsmark. So kam das fertige Kolossalwerk 1934 schließlich auf den Arnswalder Platz, wo es heute noch steht.

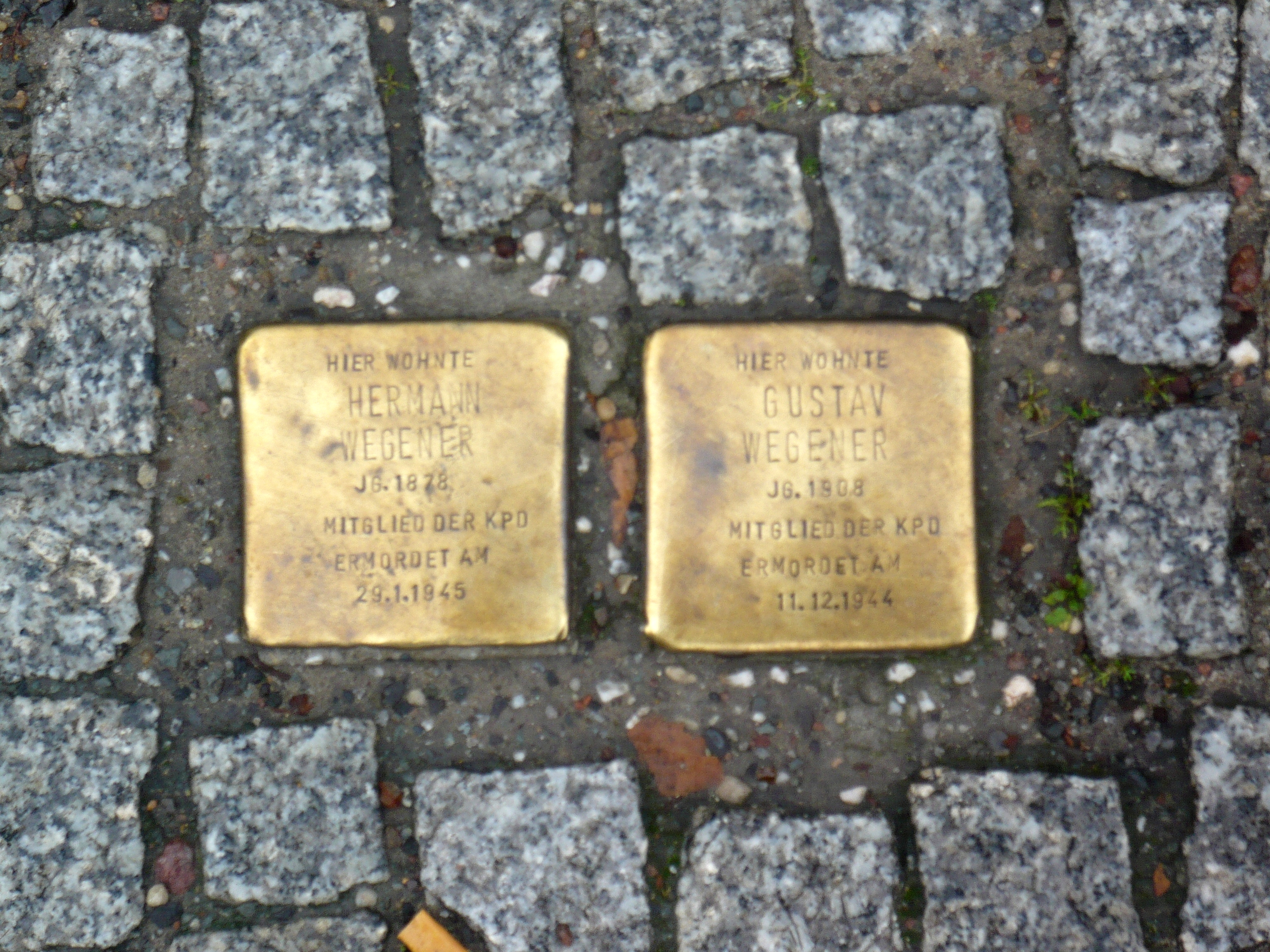
Stolpersteine am Bersarinplatz

In der Zeit des Nationalsozialismus wurden aus dem Wohnbezirk um den Baltenplatz auch zahlreiche Menschen zur Deportation abgeholt. Im Rahmen der „Aktion Stolpersteine“ konnte in den Jahren nach 1990 das Schicksal von Gustav und Hermann Wegener (Vater und Sohn) aufgeklärt werden, die in einem nicht mehr vorhandenen Haus direkt am Baltenplatz wohnten. Sie waren Mitglieder der Saefkow-Jacob-Bästlein-Organisation. Die Bezirksverordnetenversammlung ließ an der Westseite des Platzes – Petersburger Straße Ecke Weidenweg – zwei Stolpersteine zum Gedenken einbringen.

### 1945 bis 1989

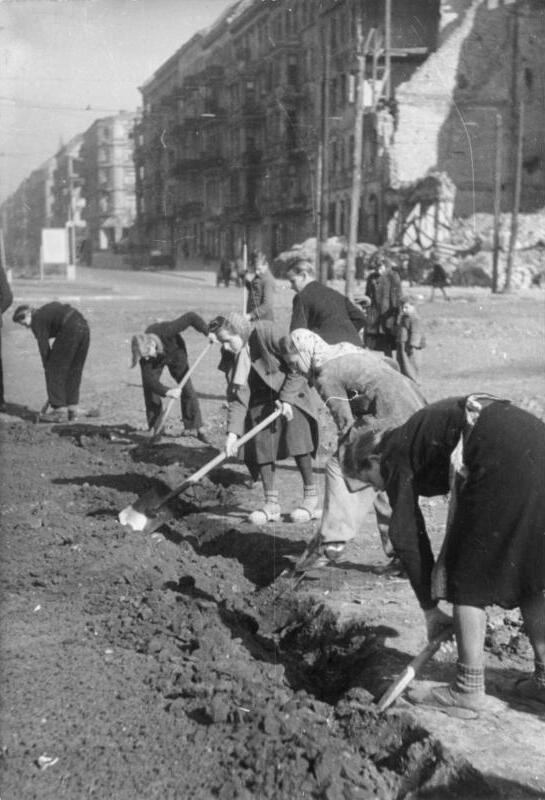
Gemüseanbau auf dem damaligen Baltenplatz, 1946

Die Luftangriffe und Kämpfe am Ende des Zweiten Weltkriegs um das Berliner Stadtzentrum führten schließlich auch zur fast vollständigen Vernichtung der Gebäude am Baltenplatz. Die Wiederaufbauarbeiten ab Herbst 1945 sorgten für die Enttrümmerung des Gebietes und Einebnung der Flächen. Jedes freie Fleckchen Erde nutzten die Bewohner dann zur Verbesserung der Versorgung, beispielsweise durch Anbau von Gemüse. Nach dem tödlichen Unfall des sowjetischen Generaloberst und ersten Stadtkommandanten von Berlin Nikolai Erastowitsch Bersarin benannte die Stadtverwaltung den Baltenplatz am 31. Juli 1947 in Bersarinplatz um. Die Petersburger Straße erhielt gleichzeitig den Namen Bersarinstraße.
Im Jahr 1964 kam als erster Neubau an der südwestlichen Ecke des Platzes das Rathaus Friedrichshain hinzu. Dieses reine Funktionsgebäude diente bis zur Wende als Sitz der Verwaltung des damaligen Stadtbezirks Friedrichshain. Neben dem Haupteingang wurde 1975 eine Gedenktafel für Nikolai Bersarin angebracht, der in diesem Jahr zum Ehrenbürger von Berlin ernannt worden war. Die Bronzetafel mit einem Bersarin-Porträt stammt von dem Bildhauer Fritz-Georg Schulz.

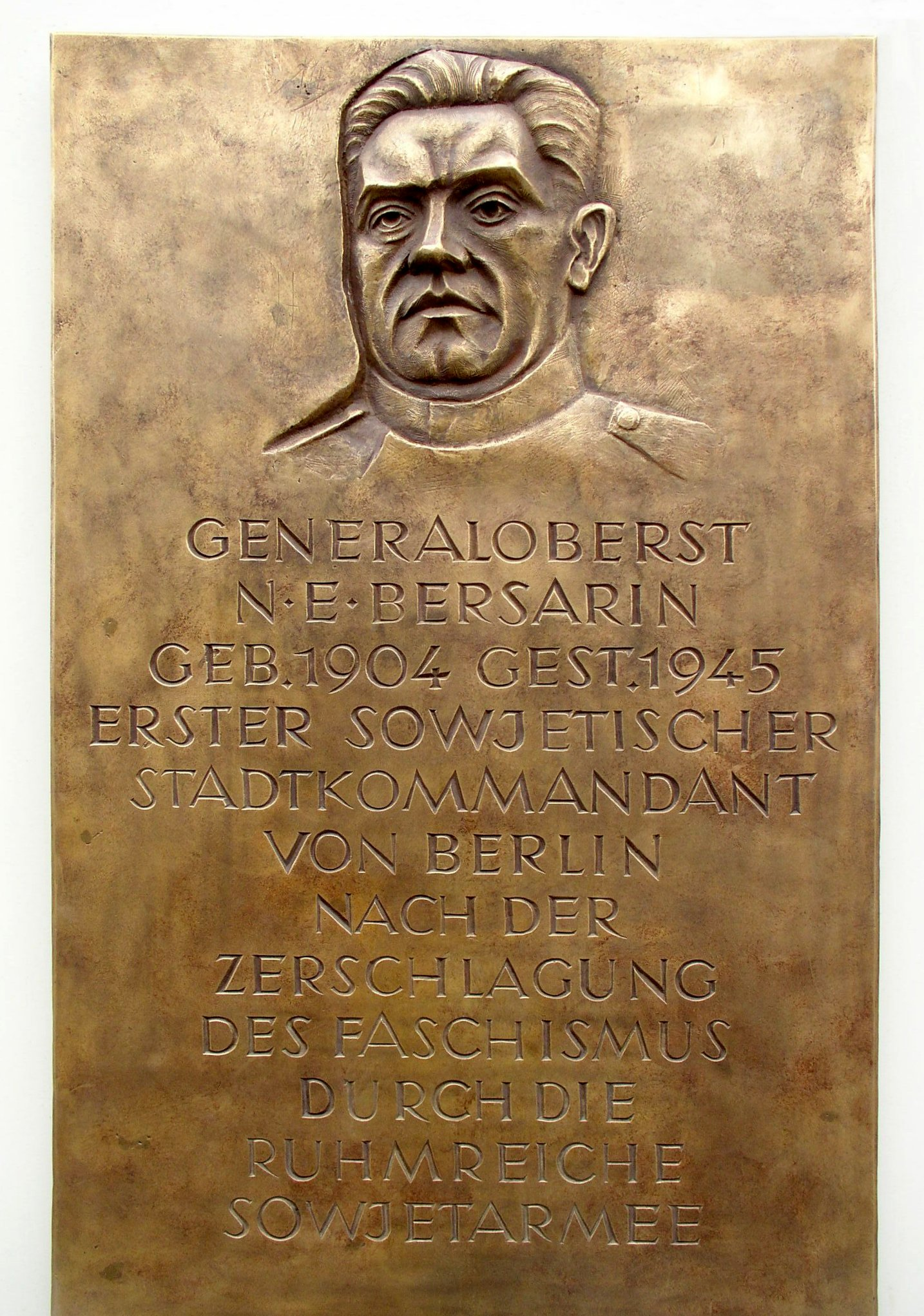
Gedenktafel für Bersarin

Es sollte nach dem Ende des Zweiten Weltkriegs noch fast vierzig Jahre dauern, bis eine neue Wohnbebauung um den Bersarinplatz durch den Magistrat geplant und realisiert werden konnte. Nach Vorschlägen der Magdeburger Architekten Claus Dieter Feldmann, Helga Hüller, Georg Timme und Fritz Ungewitter wurden in den Jahren 1985 bis 1987 fünf neue Eckgebäude errichtet. Als Basis diente der Plattenbau-Wohngebäudetyp der Wohnungsbauserie 70 (WBS 70) des Wohnungsbaukombinats Berlin (WBK Berlin), die dem Platzverlauf angepasst wurden. Die einzelnen Bauten sind sechsgeschossig angelegt, direkt am Platz weisen die Eckgebäude mit einer Erkervertikalen acht Stockwerke auf. Alle Wohnhäuser erhielten im Erdgeschoss Gewerberäume. Die stadtgestalterischen Pläne sahen eine geradlinige Verlegung der Fahrbahnen und Gleise über den Platz vor, der dafür jedoch in östlicher Richtung als kleiner mehreckiger Platz neu gestaltet werden sollte. Bei der Feinplanung wurde (wieder) festgestellt, dass die unter dem Platz verlaufenden Ver- und Entsorgungsleitungen die neue Belastung durch den immer stärker werdenden Verkehr nicht ohne weitere Baumaßnahmen ertragen können. Es blieb bei dem kleinen Kreisverkehr.

### Der Bersarinplatz ab 1990

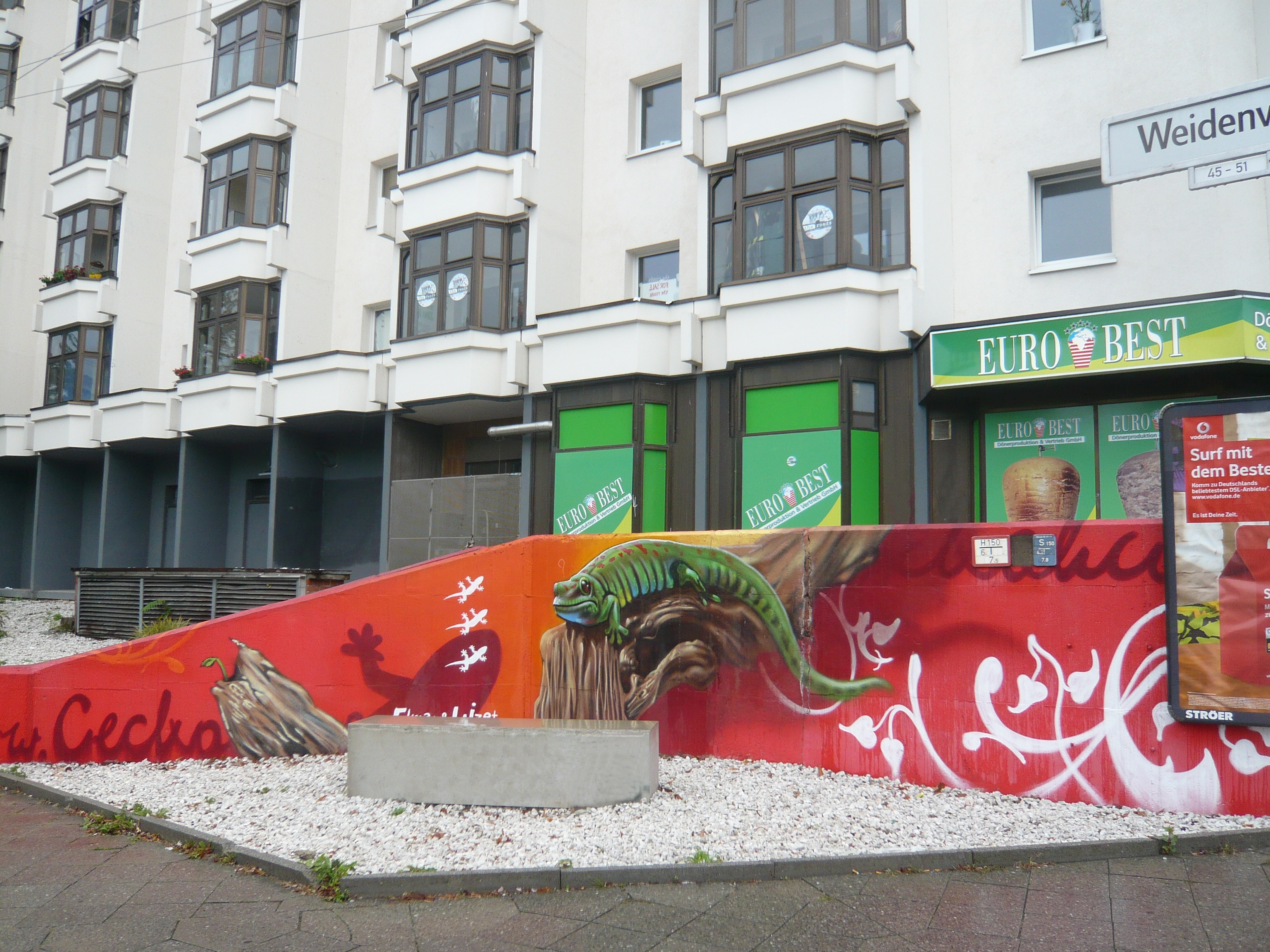
Der Bersarinplatz mit einem sanierten Eckgebäude (Geckohaus)

Nach der deutschen Wiedervereinigung wurde um 1995 über eine Rück- oder Neubenennung des Bersarinplatzes sehr kontrovers diskutiert. Im Unterschied zur Bersarinstraße, die in Petersburger Straße rückbenannt wurde, behielt der Platz jedoch seinen Namen.
Das Rathaus wurde in den 1990er Jahren aufgegeben, die Bezirksverwaltung zog in neue Räumlichkeiten am U-Bahnhof Samariterstraße um. Nach der Zusammenlegung von Bezirken befinden sich nun in dem Bürogebäude das Bürgeramt 2, die Meldestelle 62 und das Sozialamt des Bezirks Friedrichshain-Kreuzberg sowie die Verwaltung der „Kindergarten City – Eigenbetrieb des Senats von Berlin“.

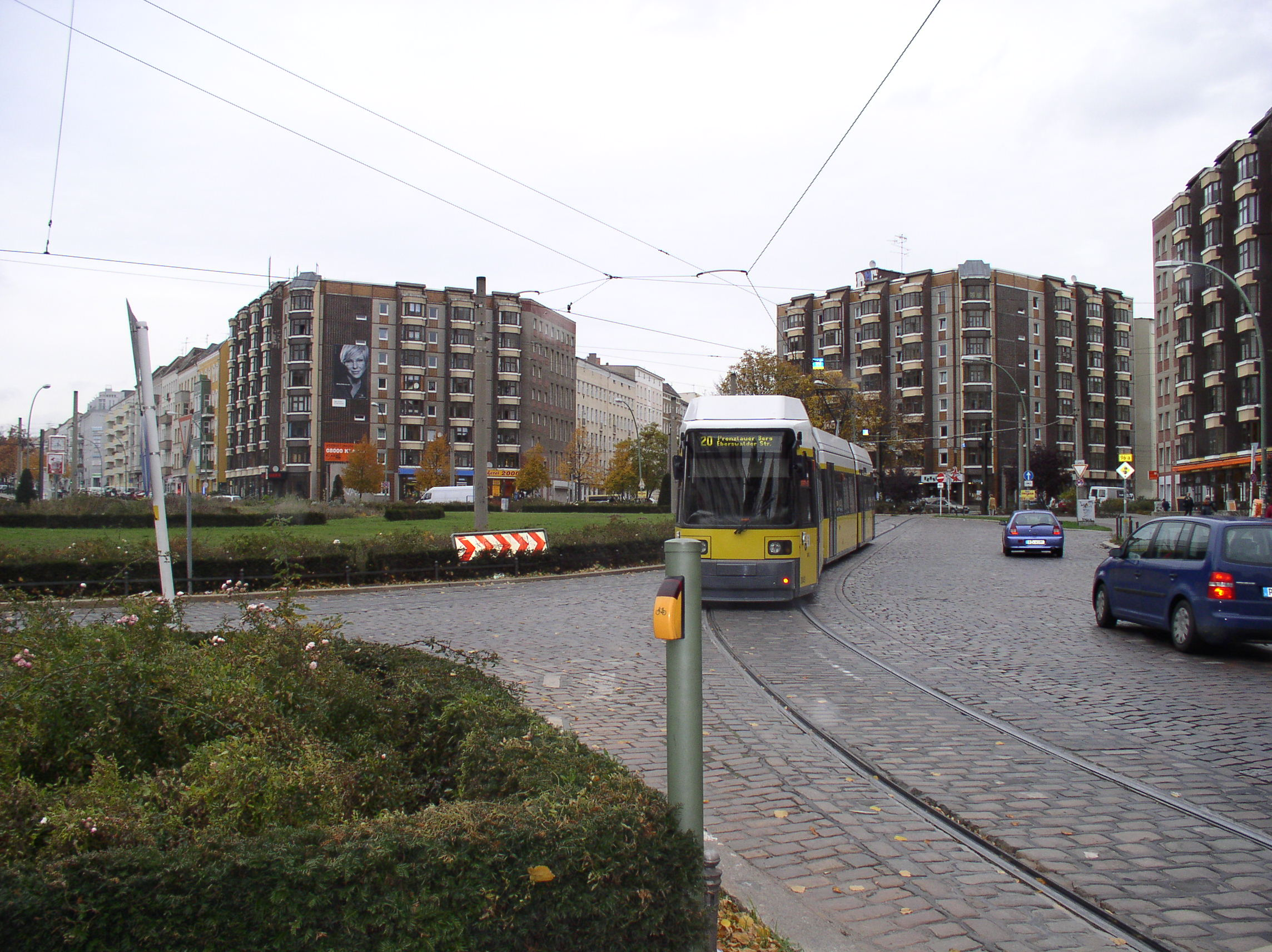
Blick auf den Bersarinplatz von der südlichen Mittelpromenade der Petersburger Straße, Häuser vor der Sanierung

Im Jahr 2006 wurden die Gebäude am Platz saniert, die Fassaden erhielten eine Wärmedämmung sowie einen einheitlichen Anstrich. Die Putzflächen der Eckgebäude des Bersarinplatzes gestalteten die neuen Besitzer mit farbigen Gecko-Silhouetten. Vor dem Haus am Nordwestrand weist eine Mauerzeichnung auf den Vermarktungsnamen Geckohaus hin, das die Immobilienbesitzer dem sanierten Plattenbau gegeben haben. Alle früheren Gewerberäume sind neu vermietet. Um den Platz herum gibt es Gaststätten, einen Augenoptiker, eine Bankfiliale und weitere Dienstleister.

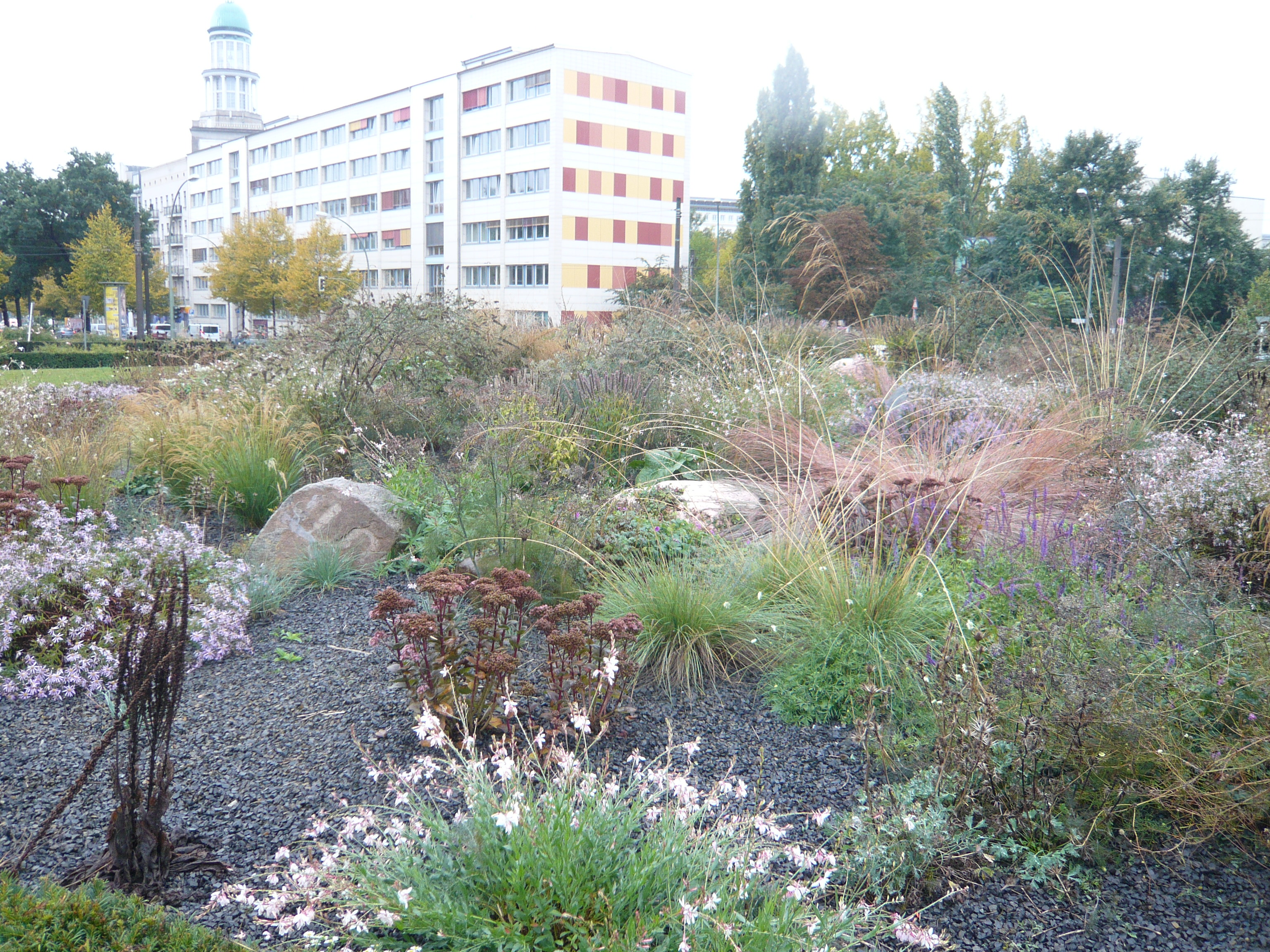
Der Kiesgarten auf dem Bersarinplatz im Herbst 2009. Hintergrund: das ehemalige Rathaus und ein Turm vom Frankfurter Tor

Da dem Bezirk die Mittel zur Bepflanzung des Platzes fehlten, startete er 1995 gemeinsam mit der Berliner Zeitung eine Spendenaktion, um die 4000 m² große Grünanlage inmitten des Bersarinplatzes neu zu gestalten, wobei auch an die Aufstellung kleiner Kunstobjekte gedacht war. Es entstand eine Rasenfläche, die zur Straße hin von Eibenhecken und Rosenstauden begrenzt wird. Die Grünanlage wurde durch Beseitigung des Fußweges vor der Hecke auf einen Durchmesser zwischen 60 und 85 Meter vergrößert. Im Jahr 2006 gestaltete der Landschaftsplaner Marc-Rajan Köppler in ehrenamtlicher Arbeit mit finanzieller Unterstützung des Bezirks im Zentrum des Platzes auf einer 500 m² großen Fläche einen Kiesgarten. Rund 1800 pflegearme Pflanzen wie Sommerflieder, Schafgarbe, Astern, umgeben von einer niedrigen Eibenhecke, erfreuen zusammen mit 20 Findlingen auf einer Kiesfläche die Passanten.